# Francesco Miccichè (vescovo)
Francesco Miccichè (San Giuseppe Jato, 16 giugno 1943) è un vescovo cattolico italiano, dal 19 maggio 2012 vescovo emerito di Trapani.

## Biografia
Nasce a San Giuseppe Jato, in provincia di Palermo ed arcidiocesi di Monreale, il 16 giugno 1943.

### Formazione e ministero sacerdotale
Dopo gli studi per la preparazione al sacerdozio, è ordinato presbitero il 28 giugno 1967, e fino al 1988 svolge il ministero presbiterale in varie parrocchie dell'arcidiocesi di Monreale.

### Ministero episcopale
Papa Giovanni Paolo II, il 23 dicembre 1988, lo nomina vescovo titolare di Cusira e ausiliare di Messina-Lipari-Santa Lucia del Mela.
È consacrato vescovo il 24 gennaio 1989, nel duomo di Monreale, dal cardinale Salvatore Pappalardo, arcivescovo di Palermo, avendo come co-consacranti Salvatore Cassisa, arcivescovo di Monreale, e Ignazio Cannavò, arcivescovo di Messina-Lipari-Santa Lucia del Mela.
Dopo nove anni di ministero episcopale come ausiliare con gli arcivescovi Ignazio Cannavò e Giovanni Marra, il 24 gennaio 1998 viene inviato a capo della diocesi di Trapani, succedendo al vescovo salesiano messinese Domenico Amoroso, deceduto il 18 agosto precedente.
A Trapani si segnala per le sue dichiarazioni contro la massoneria.

#### L'ispezione della Santa Sede e la sua rimozione
Nel giugno 2011 la Santa Sede invia un'ispezione del vescovo Domenico Mogavero per verificare la regolarità della sua azione nella diocesi, in particolare riguardo a due fondazioni legate alla diocesi, a seguito della denuncia di un suo stretto collaboratore, l'arciprete di Alcamo Ninni Treppiedi, poi sospeso a divinis. Nello stesso tempo la procura di Trapani apre delle indagini dalle quali Miccichè risulta "parte lesa" mentre 13 persone vengono iscritte nel registro degli indagati per vari reati tra cui frode, calunnia, appropriazione indebita e stalking.
Il 19 maggio 2012 viene rimosso dal Papa dalla cura pastorale della diocesi di Trapani. In una lettera indirizzata ai fedeli della diocesi dichiara di accettare, ma di non condividere e non comprendere il "provvedimento estremo" che la Santa Sede ha assunto nei suoi confronti affermando di essere vittima di un complotto. Nei giorni precedenti il sollevamento, alla Santa Sede era pervenuta una richiesta di rogatoria dalla procura di Trapani per conti allo IOR del prete sospeso a divinis Ninni Treppiedi.
Nel 2015 papa Francesco, dopo aver appurato attraverso una commissione la sua innocenza, lo chiama a Roma per svolgere il suo ministero e nel 2021 lo nomina canonico della Basilica Santa Maria Maggiore.

## Controversie
Nel 2008 denuncia il giornalista Beppino Tartaro per un articolo pubblicato sul periodico trapanese EXTRA per presunta diffamazione a mezzo stampa nei suoi confronti. Beppino Tartaro viene prosciolto nel 2009, mentre il direttore Nicola Rinaudo viene rinviato a giudizio.
Nel 2013 denuncia nuovamente il giornalista Beppino Tartaro per un articolo pubblicato su EXTRA. Il 22 marzo 2017 il Tribunale di Trapani ha assolto il giornalista dalle accuse mosse da Miccichè.

## Procedimenti giudiziari
Nel 2015 la procura del tribunale di Trapani lo ha indagato con l'accusa di appropriazione indebita e malversazione per un ammanco di due milioni di euro di fondi dell'8 per mille destinati alla sua diocesi e di diffamazione  e calunnia nei confronti del suo ex economo. Nel dicembre dello stesso anno la seconda sezione penale della Cassazione ha confermato il sequestro da parte della Guardia di finanza di opere d'arte, quadri, crocifissi e gioielli per quasi due milioni di euro trovati nella villa del vescovo e provenienti da diverse chiese di Trapani.

## Genealogia episcopale
La genealogia episcopale è:
- Cardinale Scipione Rebiba
- Cardinale Giulio Antonio Santori
- Cardinale Girolamo Bernerio, O.P.
- Arcivescovo Galeazzo Sanvitale
- Cardinale Ludovico Ludovisi
- Cardinale Luigi Caetani
- Cardinale Ulderico Carpegna
- Cardinale Paluzzo Paluzzi Altieri degli Albertoni
- Papa Benedetto XIII
- Papa Benedetto XIV
- Papa Clemente XIII
- Cardinale Marcantonio Colonna
- Cardinale Giacinto Sigismondo Gerdil, B.
- Cardinale Giulio Maria della Somaglia
- Cardinale Carlo Odescalchi, S.I.
- Cardinale Costantino Patrizi Naro
- Cardinale Lucido Maria Parocchi
- Papa Pio X
- Cardinale Gaetano De Lai
- Cardinale Raffaele Carlo Rossi, O.C.D.
- Cardinale Amleto Giovanni Cicognani
- Cardinale Salvatore Pappalardo
- Vescovo Francesco Miccichè

## Opere
- Preghiamo i "Misteri", Il Pozzo di Giacobbe, Trapani, 2001.
- Cantiamo i Misteri, Il Pozzo di Giacobbe, Trapani 2002
- Frecce di luce, Il Pozzo di Giacobbe, Trapani, 2003.
- Duc in altum. Riflessione ad alta voce, Il Pozzo di Giacobbe, Trapani, 2005.
- Assaporo gioia, Il Pozzo di Giacobbe, Trapani, 2010.
- L'alba verrà e sarà giorno, Il pozzo di Giacobbe, 2012
- Declina l'amore, Libreria Editrice Vaticana 2017
- Stradario per il cielo, Libreria Editrice Vaticana 2018
- Itinerari della luce, Libreria Editrice Vaticana 2019
- Onestà in trincea,  Edizione Cantagalli s.r.l. Siena 2021
- L'alfabeto della gioia, Edizioni Ex Libris di Carlo Guidotti, Palermo 2022